# Boscoreale
Boscoreale är en stad och kommun i storstadsregionen Neapel, innan 2015 provinsen Neapel, vid foten av Vesuvius. Kommunen hade 27 927 invånare (2017).
Staden var tidigare känd främst för sin spannmåls- och fruktodling. Vid en utgrävning här 1895 gjordes ett känt arkeologisk fynd i staden, i en antik villa påträffades omkring 100 föremål i silver från tiden omkring början av vår tideräkning. Fem år senare utgrävdes en annan villa där man påträffade flera välbevarade fresker.